# Прованське герцогство
Прованське герцогство (фр. Duché de Provence) — ранньосередньовічне феодальне володіння, що було розташоване між річкою Рона на заході та Альпами на сході і між річкою Ізер на півночі і Середземним морем на півдні. Герцогство постало на початку V століття у складі Вестготського королівства і послідовно перебувало в складі декількох варварських королівств. У 484 році воно на недовгий час потрапило під контроль бургундів, з 508 року перейшло під контроль остготів і, нарешті, в 536 році територія герцогства була завойована франками та включена до франкського Бургундського королівства. До 739 року регіоном послідовно керував «ректор», потім «патрицій». З 739 по 780 рік, за часів імперії Каролінгів, керував франкський намісник (missi dominici). З 780 року керівник регіону став титулуватись герцогом.
Після Прюмського договору 855 року, Карл, син покійного імператора Лотаря I став королем Провансу та Нижньої Бургундії. Після смерті Карла в 863 році, його королівство було розділено. Прованс повернувся до його старшого брата короля Італії Людовика II і ним керував граф Адальберт. З 926 року титул герцога Прованського більше не використовувався і остаточно був замінений на титул графа Прованського.

## Історія
Близько 412 року Прованс був захоплений вестготами на чолі з Атаульфом під час їх переходу до Іспанії і згодом регіон був включений до Вестготського королівства зі столицею в Тулузі. Річка Дюранс з 443 року служила кордоном між вестготським Провансом і Бургундським королівством, що було перенесене на південь після ніщивної поразки в 436 році від Флавія Аеція під Вормсом. У 484 році Гондебо, король бургундів, перетнув Дюранс і захопив Прованс з Арлем і Марселем. У 501 році вестготи за допомогою франків відбили Прованс, але під владою бургундів залишився Авіньйон .
У 507 році на чолі з Хлодвігом та його старшим сином Тьєррі армія франків армія перетнула Луару та завоювала частину територій вестготів. Згодом король вестготів Аларіх II був убитий під час битви при Вує. Відтак франки і бургунди спробували захопити Прованс і взяли в облогу Арль. У 508 році військо остготів, яке до того часу було задіяне в боротьбі з візантійською загрозою, прибуло на допомогу, звільнило місто та відбило франків і бургундів. Теодоріх Великий, король остготів, став опікуном молодого вестготського короля Амаларіка, онука Аларіка, якому тоді було шість років, і правив вестготською Іспанією від його імені до 526 року. Після смерті останнього Прованс був приєднаний до Остготського королівства.
У 534 році, після завоювання франками Королівства бургундів, франкські війська на чолі з Тібертом I розташувалися поблизу Провансу. Того ж року було взято Арль. У 536 році головні сили остготів були задіяні у протистоянні з візантійцями в Італії і не могли захистити Прованс від франків, які включили його територію у власне франкське Бургундське королівство.
Після Прюмського договору 855 року, Карл, син покійного імператора Лотаря I став королем Провансу та Нижньої Бургундії. Після смерті Карла в 863 році, його королівство було розділено. Прованс повернувся до його старшого брата Людовика II Італійського і ним керував граф Адальберт.
У 875 році Карл Лисий, король франків, нещодавно названий імператором, призначив свого шурина Бозона герцогом Провансу. У 877 році Карл Лисий відкликав Бозона до Франції, а герцогство було доручено його братові Річарду I та Гуго Абату. У 879 році Бозон був проголошений королем у Бургундії та Провансі, потім його син Людовик Сліпий у 890 році. Гуго Арльський, двоюрідний брат Людовика і справжній покровитель Провансу, носив титул маркіза, потім герцога Провансу, перш ніж в 926 році став королем Італії. Після цього титул герцога Прованського більше не використовувався.

## Повторне використання титулу
Між 1173 і 1181 Прованським графством правив граф Раймонд Беренгер III, призначений на цю посаду своїм старшим братом, королем Арагону Альфонсом II. Щоб позначити свій сюзеренітет над молодшим братом, Альфонсо II використовував титул «Герцог Прованський», тоді як Беренгер титулувався просто графом.